# Martín Machón
Pour les articles homonymes, voir Machon.
Martín Alejandro Machón Guerra, né le 4 février 1973 à Santa Catarina Pinula au Guatemala, est un ancien footballeur international guatémaltèque, qui jouait au poste de milieu de terrain.

## Biographie

### Carrière en sélection
Avec l'équipe du Guatemala, il joue 60 matchs (pour 5 buts inscrits) entre 1992 et 2006. 
Il figure notamment dans le groupe des sélectionnés lors des Gold Cup de 1996, de 1998, de 2000 et de 2003.
Il joue également 17 matchs comptant pour les éliminatoires des Coupes du monde 1994, 1998 et 2002.

## Palmarès
- Champion du Guatemala en 1993 avec l'Aurora FC
- Champion du Guatemala en 1995, 1997, 2002 (A) et 2003 (C) avec le Deportivo Comunicaciones
- Finaliste de la Copa Interclubes UNCAF en 2003 avec le Deportivo Comunicaciones
- Vainqueur du MLS Supporters' Shield en 1998 avec le Galaxy de Los Angeles